# Mâcon

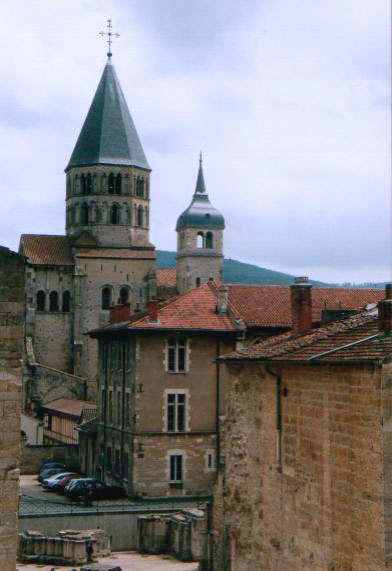
Opacto Cluny, 20 km od Mâcon

Mâcon – miejscowość i gmina we Francji, w regionie Burgundia-Franche-Comté, w departamencie Saona i Loara.
Według danych na rok 1990 gminę zamieszkiwało 37 275 osób, a gęstość zaludnienia wynosiła 1379 osób/km² (wśród 2044 gmin Burgundii Mâcon plasuje się na 5. miejscu pod względem liczby ludności, natomiast pod względem powierzchni na miejscu 234.).

## Synod w Mâcon w 585 roku
Miasteczko znane jest w historii dzięki wydarzeniu z 585 roku i powstałej dzięki niemu legendzie używanej w polemikach antykatolickich. 
Miał tu wtedy miejsce drugi synod, w którym uczestniczyli biskupi frankijscy. Znaleźli się wśród nich dwaj historycy – św. Grzegorz z Tours oraz św. Mariusz z Aventicum. Odbyła się wtedy dyskusja, przekazana przez Grzegorza z Tours w jego dziele „Historie Franków” (Księga 8,20): 

Powstał na tym synodzie jeden z biskupów, który powiedział, że kobiety nie można nazywać homo. Lecz, przekonany przez biskupów, uspokoił się jednak. Święta księga Starego Testamentu uczy bowiem, że kiedy na początku Bóg stworzył człowieka, powiedział: «Mężczyzną i niewiastą stworzył ich i dał im nazwę Adam» (Rdz 5,2), to znaczy człowiek ziemski. A więc oboje nazwał człowiekiem (homo), zarówno niewiastę, jak męża. Lecz i Pan Jezus Chrystus dlatego jest nazywany Synem Człowieczym, że jest synem Dziewicy, a więc niewiasty. Kiedy bowiem gotował się do przemiany wody w wino, powiedział: «Cóż mnie i tobie, niewiasto?» (J 2,4) itd. Podano i liczne inne przekonujące świadectwa, tak że sprawa ustała

Źródłem nieporozumienia było łacińskie tłumaczenie Biblii, zwane Wulgatą. Cytat z Wulgaty brzmi następująco:  « Et creavit Deus hominem ad imaginem suam, ad imaginem Dei creavit illum, masculum et feminam creavit eos. » Rdz 1, 27 (dosłownie : i Bóg stworzył człowieka na swój obraz, na swój obraz Bóg go stworzył, stworzył go mężczyzną i niewiastą).
W klasycznej łacinie słowo homo oznacza każdego człowieka (bez rozróżnienia płci); w tejże klasycznej łacinie słowo vir oznacza mężczyznę, podczas gdy femina albo mulier oznaczają kobietę. Jednak w VI wieku łacina nie była już tą samą łaciną – zmieniła się. W słownictwie teologicznym określenie vir zaczyna być używane w sensie duchowym na oznaczenie człowieka (mężczyzny lub kobiety) obdarzonych mocą i łaską, czyli cnotą (vir, virtus). I odwrotnie, słowo homo zaczyna coraz częściej być używane na określenie osoby płci męskiej, jak to ma miejsce także w dzisiejszym francuskim gdzie homme (człowiek) to przede wszystkim homme (mężczyzna). Ten zwyczaj lingwistyczny rozpowszechnił się już w VI wieku do tego stopnia, że biskupi na synodzie w Mâcon musieli przypomnieć, że słowo homo początkowo oznaczało w ogóle człowieka a nie tylko mężczyznę. Natomiast pod koniec XVI wieku, zaczyna się formować legenda, jakoby chodziło o kwestię duszy kobiety.
Luteranin Lukas Osiander (Starszy) w taki oto sposób przedstawił wydarzenie z synodu: 

Poza tym, podczas tego synodu mieliśmy do czynienia z biskupem, który twierdził, że kobieta nie może być nazywana człowiekiem («mulierem non posse dici hominem»). Oto jak poważne i godne dyskusji kwestie poruszano na tym synodzie. Ja, odesłałbym tego biskupa do pasania świń. Jeśli bowiem jego matka nie była człowiekiem, to chyba narodził się z maciory.

Równolegle, duchowny ze Śląska, Valentius Acidalius, opublikował w 1595 roku pamflet „Disputatio perjucunda qua anonymus probare nititur mulieres homines non esse”, w którym wyśmiewa sposób, przy pomocy którego socynianie (nazywa ich anabaptystami) zaprzeczają boskości Chrystusa. Chce wykazać, że taki sposób dowodzenia pozwala na udowodnienie, iż kobiety nie są ludźmi. Nie mówi o synodzie w Mâcon, lecz wspomina o tym, iż anabaptyści przeczą jakoby kobiety miały dusze.
W odpowiedzi na jego pamflet, pewien uniwersytecki wykładowca, luteranin (który nie zrozumiał ironii Acidaliusa), Simon Geddicus, opublikował swój pamflet zatytułowany „Obrona płci żeńskiej”, który miał zbijać punkt po punkcie rozumowanie Acidaliusa. Obydwa pamflety były często wydawane, ciągle z nowymi komentarzami, aż w końcu w 1647 roku pojawiła się w Lyonie drukowana wersja zatytułowana „Sur le fait que les femmes n'ont point d'âme, et n'appartiennent pas à la race humaine, comme le prouvent maint passages des Saintes Écritures”, czyli „O tym, że kobiety nie mają duszy i nie należą do rodzaju ludzkiego, jak dowodzi to w wielu miejscach Pismo święte”. Tekst ten wzbudził zrozumiałe zainteresowanie Kościoła a papież Innocenty X polecił umieszczenie go na indeksie dekretem z 18 czerwca 1651 roku.
Luterański pastor z okolic Frankfurtu, Johannes Leyser opublikował w 1676 roku pod pseudonimem dzieło zatytułowane „Polygamia Triumphatrix” (Theophilus Aletheus, Polygamia Triumphatrix, Lund w Skani, ale w rzeczywistości Amsterdam, 1682), w którym powołując się na Osiandera głosi pogląd, że ojcowie synodalni z Mâcon powątpiewali w przynależność kobiet do rodzaju ludzkiego. Sam będąc mizoginem, znajduje tu potwierdzenie dla swych tez pisząc: 

Pomiędzy świętymi ojcami (synodu) pojawił się jeden, który bronił poglądu, że kobiety nie mogą być nazywane ludźmi. Sprawa wydała się tak poważna, że debatowano o tym publicznie w Bożej obecności i dopiero po wielu ożywionych sporach ustalono, że kobiety należą do rodzaju ludzkiego.

W tym miejscu właśnie, w związku z tezą o braku przynależności kobiet do rodzaju ludzkiego pojawił się temat synodu w Mâcon zaczerpnięty z pism Osiandera i temat braku duszy u kobiet pochodzący od Acidaliusa. 
W 1697 roku, kalwiński erudyta Pierre Bayle, z upodobaniem przywołuje te teksty w swoim „Dictionnaire historique et critique”. Cytuje Acidaliusa, odsyła do Leysera i podsumowuje pisząc: 

Tym, co jest dla mnie najdziwniejsze jest fakt, że na synodzie w Mâcon na poważnie zastanawiano się nad tym, czy kobieta jest człowiekiem i że zdecydowano się na potwierdzenie tego dopiero po długiej analizie.

## Współpraca
Miejscowości partnerskie:
- Alcázar de San Juan, Hiszpania
- Crewe and Nantwich, Wielka Brytania
- Eger, Węgry
- Lecco, Włochy
- Macon, Stany Zjednoczone
- Neustadt an der Weinstraße, Niemcy
- Overijse, Belgia
- Pori, Finlandia
- Santo Tirso, Portugalia
- Szumen, Bułgaria